# (Our Love) Don't Throw It All Away
«(Our Love) Don't Throw It All Away» es una canción de los Bee Gees escrita en 1977 y publicada en 1979 por Barry Gibb y Blue Weaver. Existen varias versiones de esta canción, siendo la más conocida la versión realizada por Andy Gibb en 1978 para su segundo álbum Shadow Dancing. El sencillo del álbum llegó a la posición 9 del Billboard Hot 100 de los Estados Unidos, 8 en Canadá y 7 en Brasil.
El tema originalmente es interpretado por los Bee Gees y fue lanzado como un sencillo, que posteriormente sería incluido en la compilación de 1979  Greatest. En 1997, durante el concierto One Night Only en Las Vegas, los Bee Gees interpretaron el tema en una emotiva secuencia donde Barry Gibb canta los primeros versos y el coro, para dar paso a una video de Andy Gibb (fallecido 11 años antes) cantando el resto de la canción durante un show en vivo.
La versión de Andy Gibb contiene más de una parte se añadió al final de la canción, diferente de la versión grabada por los Bee Gees y fue incluido en la banda sonora de Los Supersónicos: la película, producido por Hanna-Barbera y Universal Pictures en 1990. Una nota interesante es que William Hanna y Joseph Barbera decidieron incluir la canción en la banda sonora como una forma de honrar los actores George O'Hanlon (la voz de Super Sónico) y Mel Blanc (la voz del Señor Jupiter), que murieron durante la producción de la película.
Barbra Streisand hizo una versión de la canción en su disco Guilty Pleasures, producido por Barry Gibb en 2006.